# Bobgunnia fistuloides
Bobgunnia fistuloides är en ärtväxtart som först beskrevs av Hermann August Theodor Harms, och fick sitt nu gällande namn av Joseph Harold Kirkbride och John H. Wiersema. Bobgunnia fistuloides ingår i släktet Bobgunnia och familjen ärtväxter. IUCN kategoriserar arten globalt som livskraftig. Inga underarter finns listade i Catalogue of Life.